# Thunderstick
Barry Graham Purkis surnommé Thunderstick (né le 7 décembre 1954 en Angleterre) fut batteur du groupe de heavy metal traditionnel britannique Iron Maiden à leurs débuts, ne participant à aucun de leurs enregistrements officiels.  Il fut remplacé par Doug Sampson.
Plus tard, il fut membre du groupe Samson, dont Bruce Dickinson fut le chanteur.